# Casa de la Vila de Pedret i Marzà
Les antigues Escoles de Marzà, actualment Casa de la Vila, és un edifici del municipi de Pedret i Marzà (Alt Empordà) inclòs en l'Inventari del Patrimoni Arquitectònic de Catalunya.

## Descripció
Situat dins del nucli urbà de la petita població de Marzà, a l'inici de la carretera que porta a Pedret.
Edifici de planta rectangular format per dos cossos adossats perpendicularment. El cos original presenta dues crugies, la principal distribuïda en planta baixa, pis i altell, amb la coberta a dues aigües de teula i ràfec de dents de serra als vessants més curts. La crugia est presenta una gran eixida al nivell del primer pis.Totes les obertures, majoritàriament rectangulars, han estat reformades recentment. La construcció es troba arrebossada i pintada i, a nivell decoratiu, presenta dos petits frisos esgrafiats amb motius geomètrics, que marquen els diferents pisos de l'edifici. Al centre del parament hi ha un rellotge de sol. El cos perpendicular a l'edifici principal és de planta rectangular amb la coberta a dues vessants de teula, i només presenta un nivell d'alçada. És de construcció més recent que l'edifici principal.

## Història
Segons informacions orals de l'ajuntament, l'edifici de les antigues escoles, es va construir als anys 20 en un terrenys pertanyents al clergat, que aquests varen cedir. La construcció es va realitzar mitjançant la voluntat i treball de la gent del poble.
Fins a l'any 1974, la segona planta de l'edifici va funcionar com a la residència del professorat, al mateix temps que als baixos s'impartien les classes.
L'any 1975 es comença a utilitzar com a seu de l'ajuntament. En els anys 80 l'edifici es va reformar i es varen instal·lar diverses dependències de l'ajuntament a la segona planta, i els baixos es destinaren a albergar un petit cafè-bar.
Cap a la fi dels anys 90, es va remodelar totalment l'edifici, i tant els baixos com a la primera planta serviren com a dependències de l'ajuntament, tal com es coneixen actualment.